# Loboscia shayi
Loboscia shayi là một loài chân đều trong họ Philosciidae. Loài này được Schmidt miêu tả khoa học năm 1998.